# Vladimir Borovikovskij
Vladimir Lukič Borovikovskij (rusky Влади́мир Луки́ч Боровико́вский, ukrajinsky Володимир Лукич Боровиковський, rodné příjmení Borovik, 4. srpna 1757 – 18. dubna 1825) byl ruský malíř ukrajinského původu, vůdčí ruský portrétista přelomu 18. a 19. století.
Narodil se v kozácké rodině, jeho otec byl amatérský malíř ikon. Vladimir Borovikovskij rovněž nastoupil do kozácké armády, ale brzy ji opustil aby se mohl věnovat malbě, neměl však patřičné vzdělání a zpočátku byl jen provinciálním malířem. Když měla carevna Kateřina Veliká navštívit nově dobytý Krym, postaral se o malířskou výzdobu a jeho alegorické malby se carevně tak zalíbily, že ho pozvala do Petrohradu.
Borovikovskij přijel do hlavního města v září 1788 a prvních deset let bydlel u vzdělaného a uměnímilovného knížete Nikolaje Lvova, jehož umělecké názory ho silně ovlivnily. K původnímu jménu Borovik si připojil vznešeně znějící -ovskij a protože byl příliš starý, než aby zahájil řádné studium Akademie, dostával soukromé hodiny malby, mimo jiné od Dmitrije Levického.
Stal se populárním malířem, celkem vytvořil kolem 500 portrétů, obvykle v intimním stylu. Portrétoval i členy carské rodiny a mnoho dalších významných ruských osobností té doby.

## Galerie

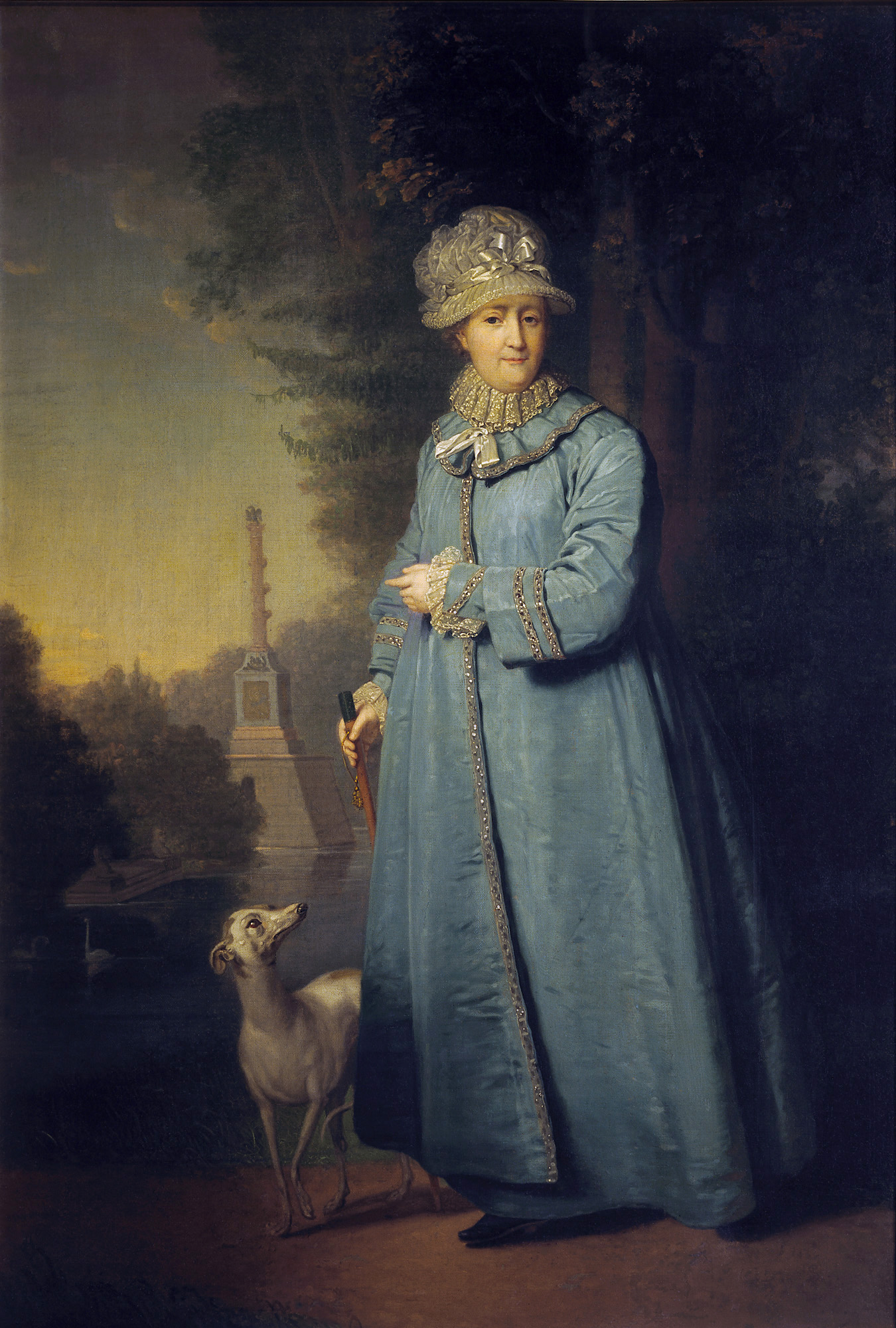
Portrét Kateřiny II. na procházce v carskoselském parku, 1794
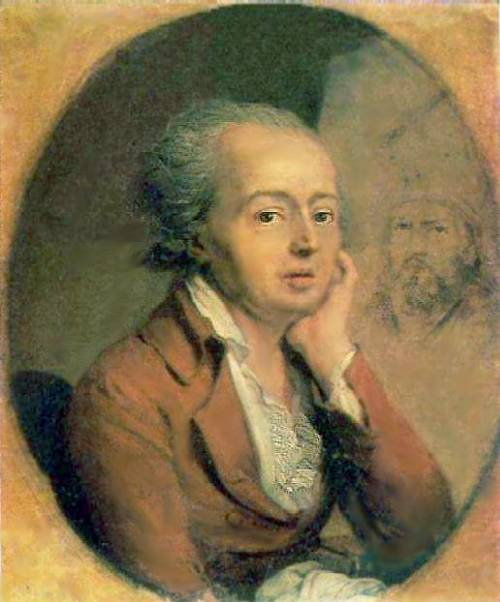
Portrét Dmitrije Grigorjeviče Levického, 1796
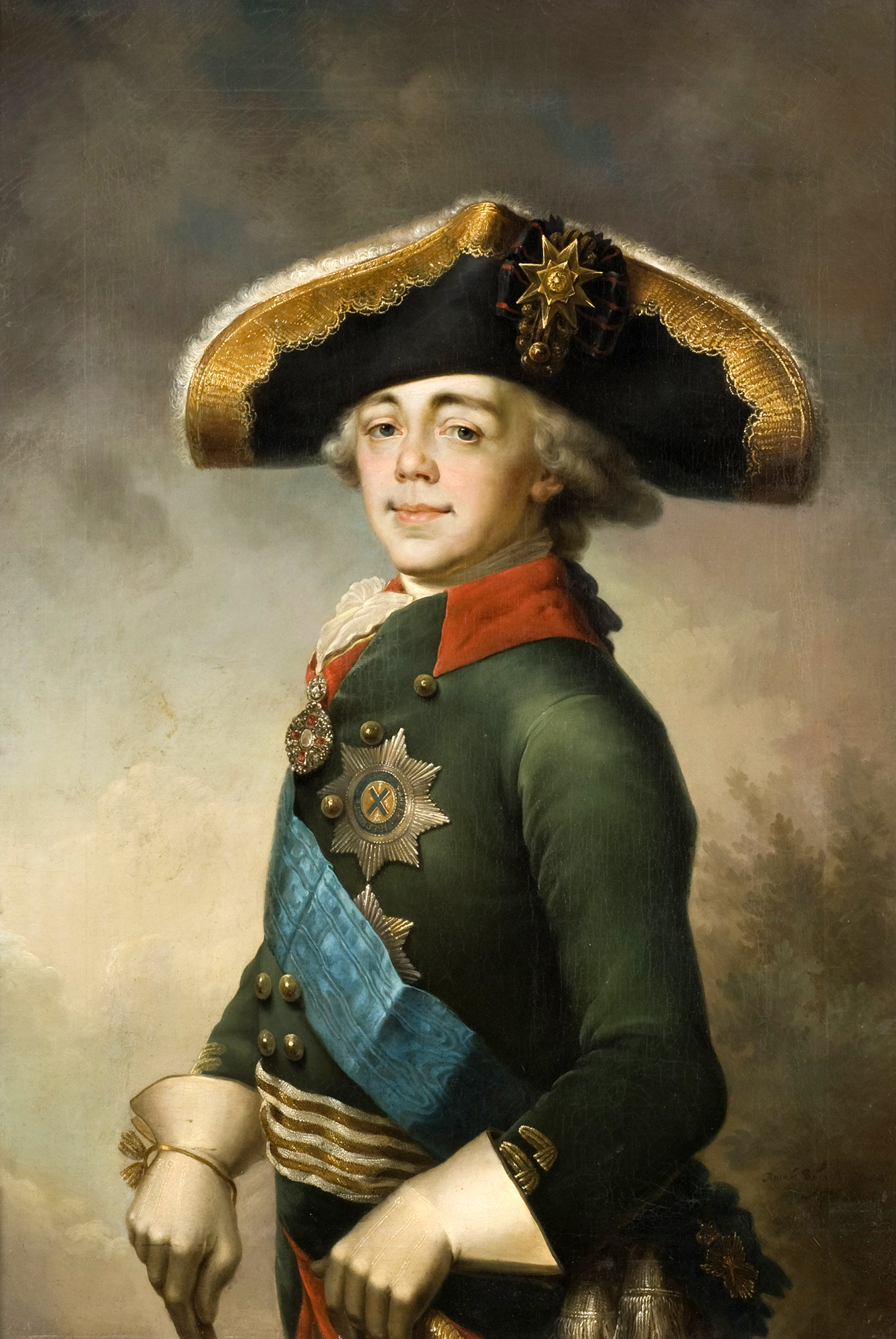
Portrét Pavla I. Ruského, 1796
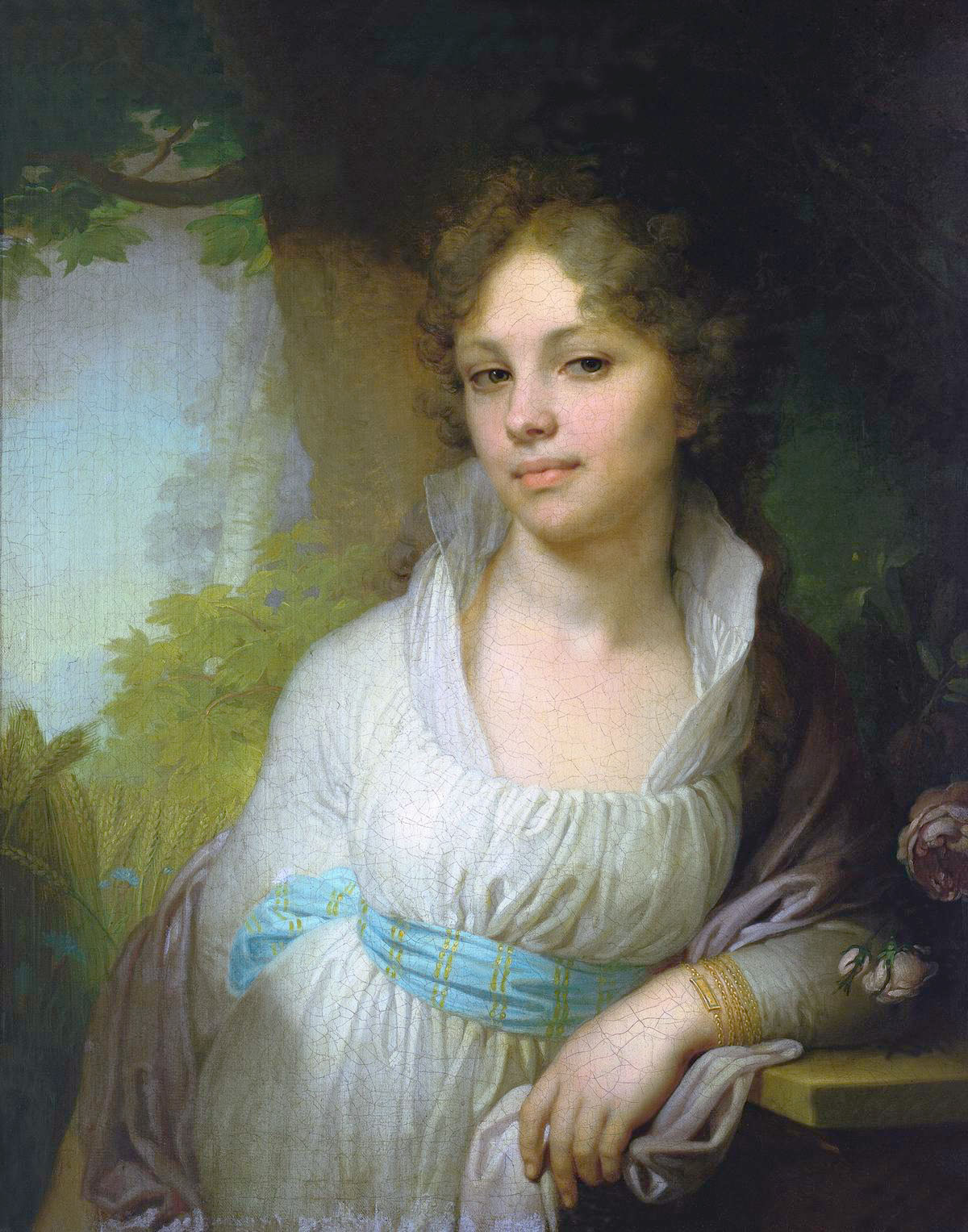
Portrét Marie Lopuchinové, 1797
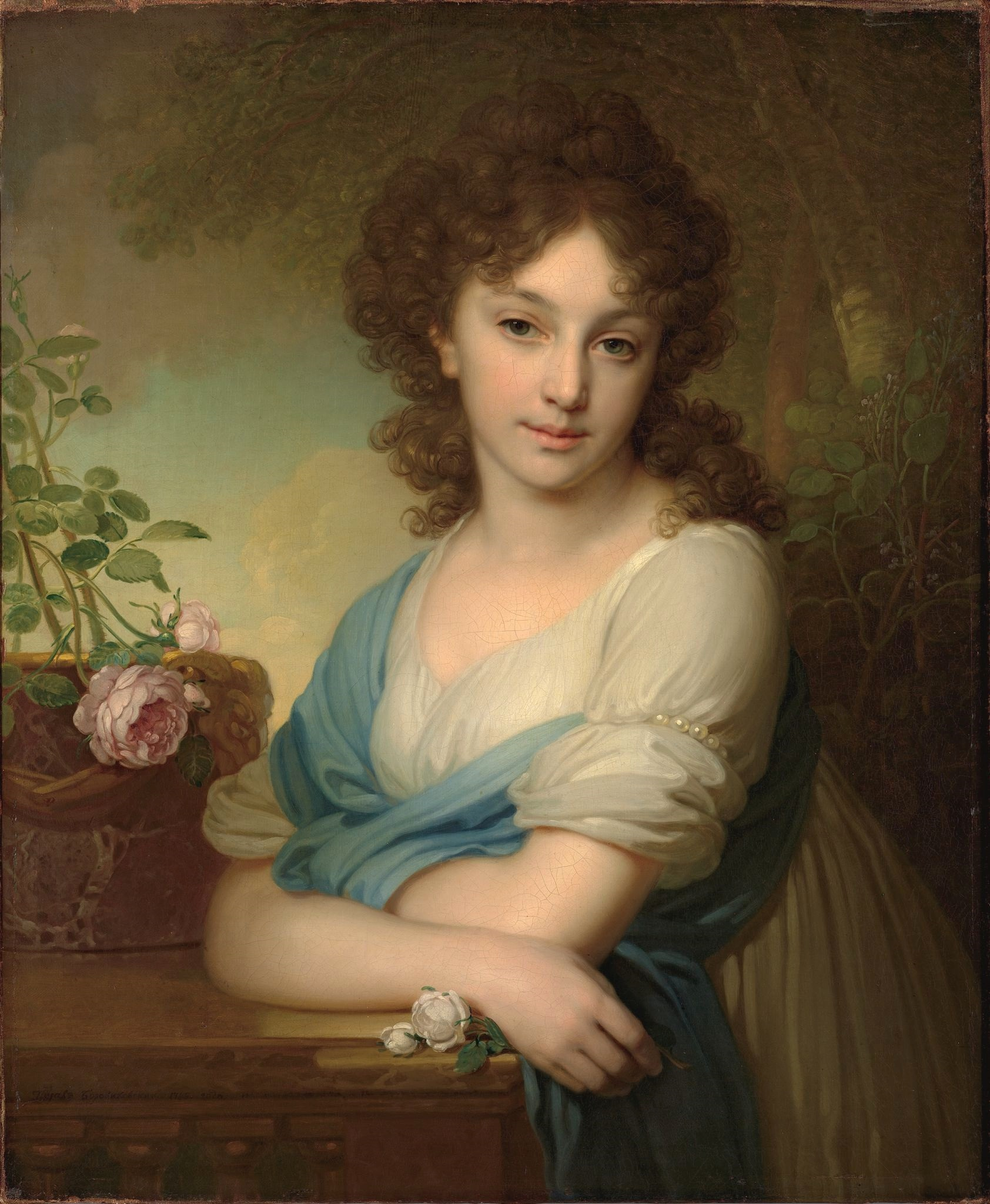
Portrét Eleny Alexandrovny Naryškinové, 1799
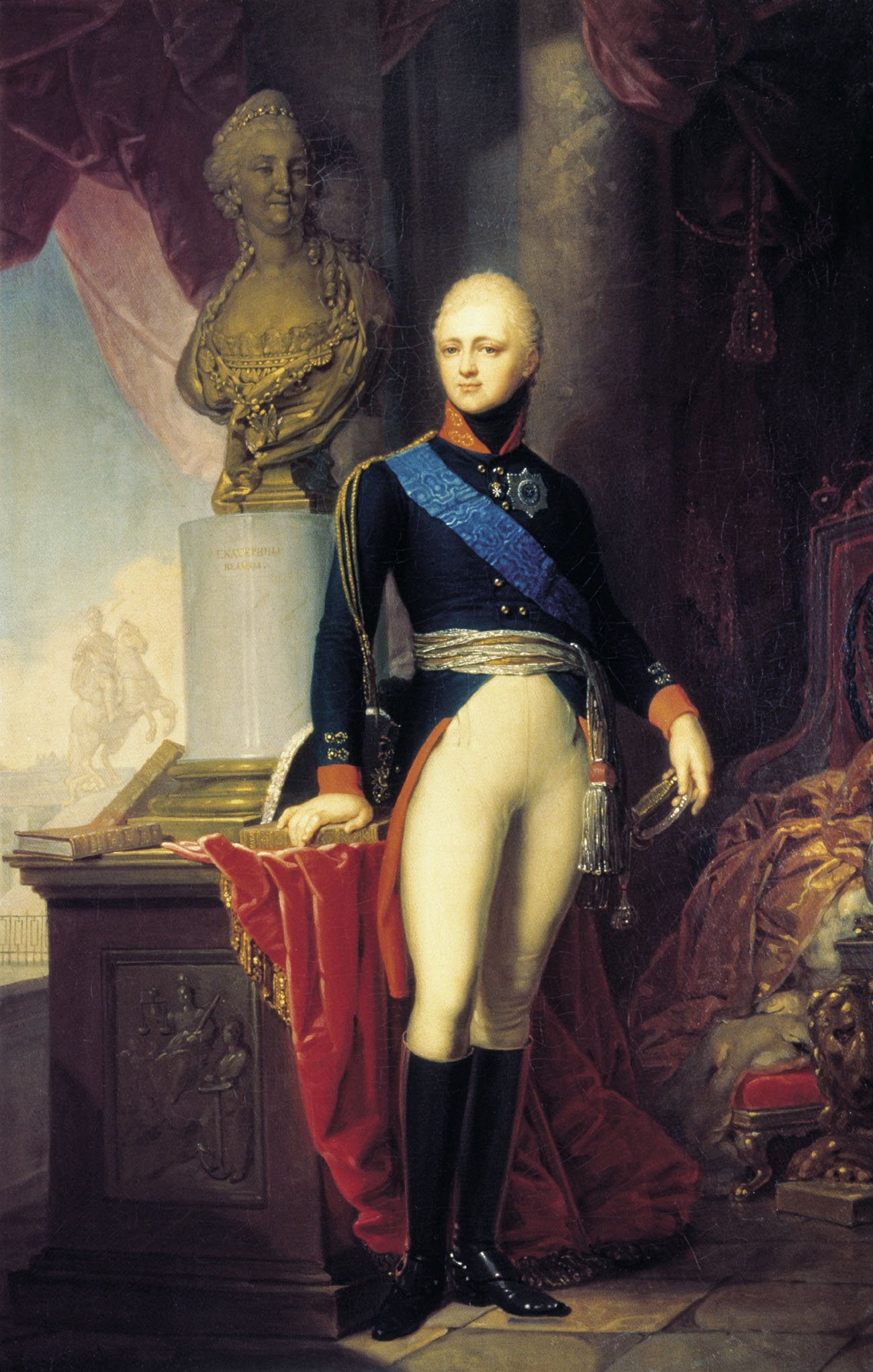
Portrét velkoknížete Alexandra Pavloviče, 1800
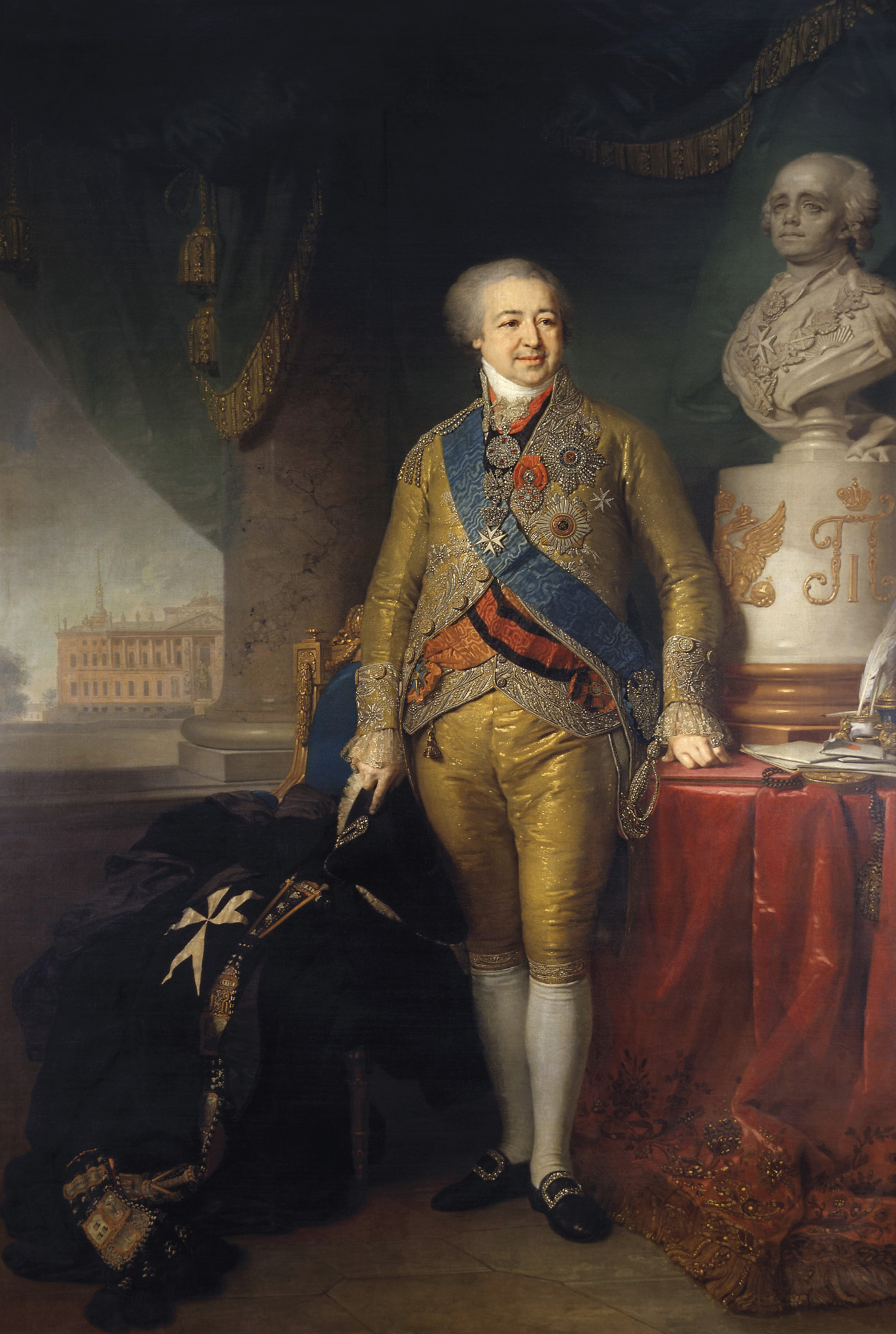
Portrét prince Alexandra Borisoviče Kurakina, 1802
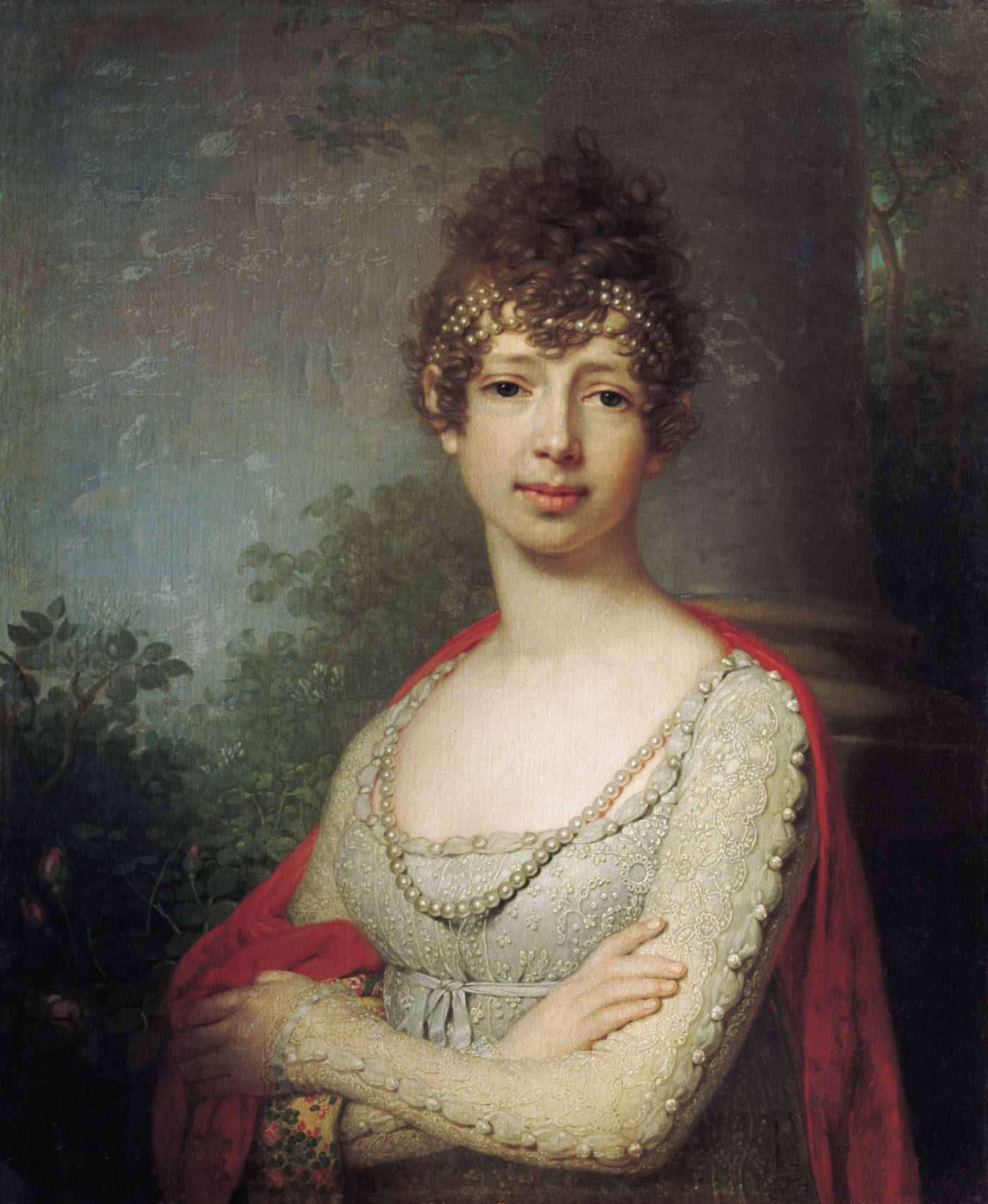
Portrét velkovévodkyně Marie Pavlovny Romanovové, 1804
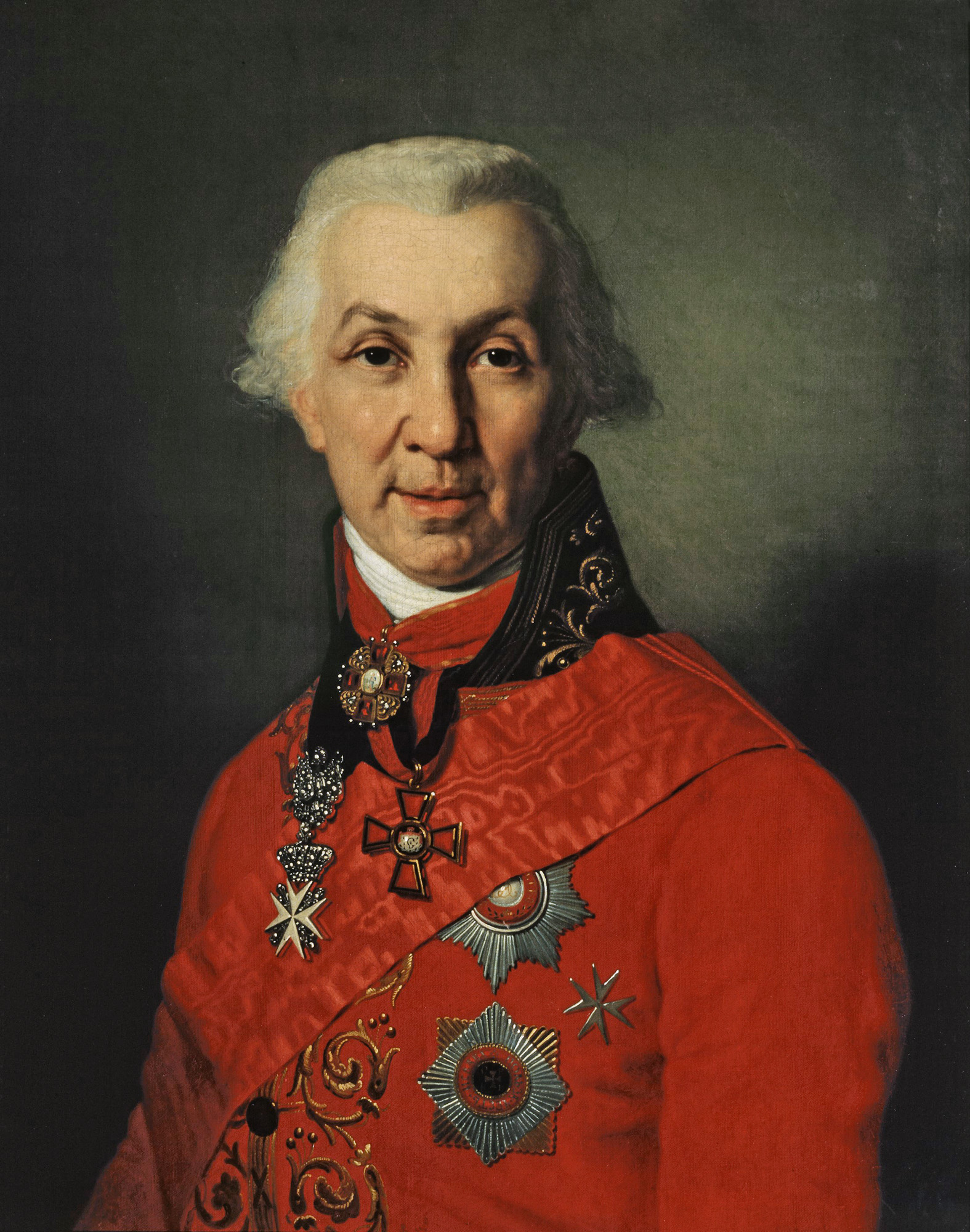
Portrét Gavrily Romanoviče Děržavina, 1811
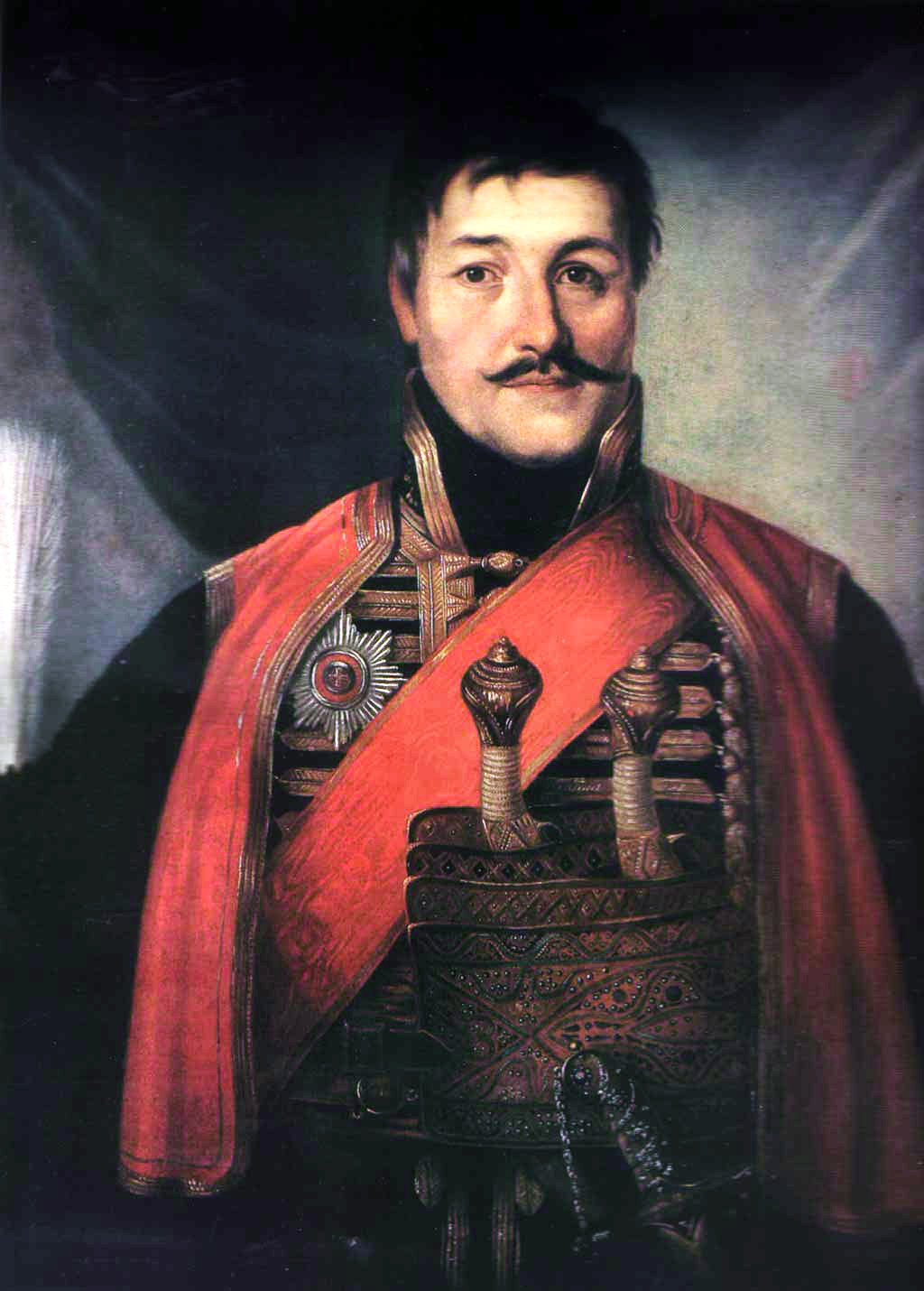
Portrét Karađorđa Petroviće, 1816